# Městská věž (Trnava)
Městská věž (Mestská veža) v Trnavě na Slovensku, je renesanční památka na Trojičném náměstí v centru města, která byla postavena ve 2. polovině 16. století jako strážní věž v době osmanského nebezpečí. Má čtvercový půdorys ve tvaru masivního hranolu s osmi nadzemními podlažími a je vysoká 57 metrů. K vyhlídkovému ochozu ve výšce 29 metrů vede celkem 143 schodů a pro turisty je celoročně přístupný. Nároží a nejvyšší podlaží jsou ozdobena diamantovými sgrafity, na jihovýchodní straně se nalézají sluneční hodiny. Ve výklenku nad vchodem do věže byl umístěn kruhový reliéf se symbolikou Krista.

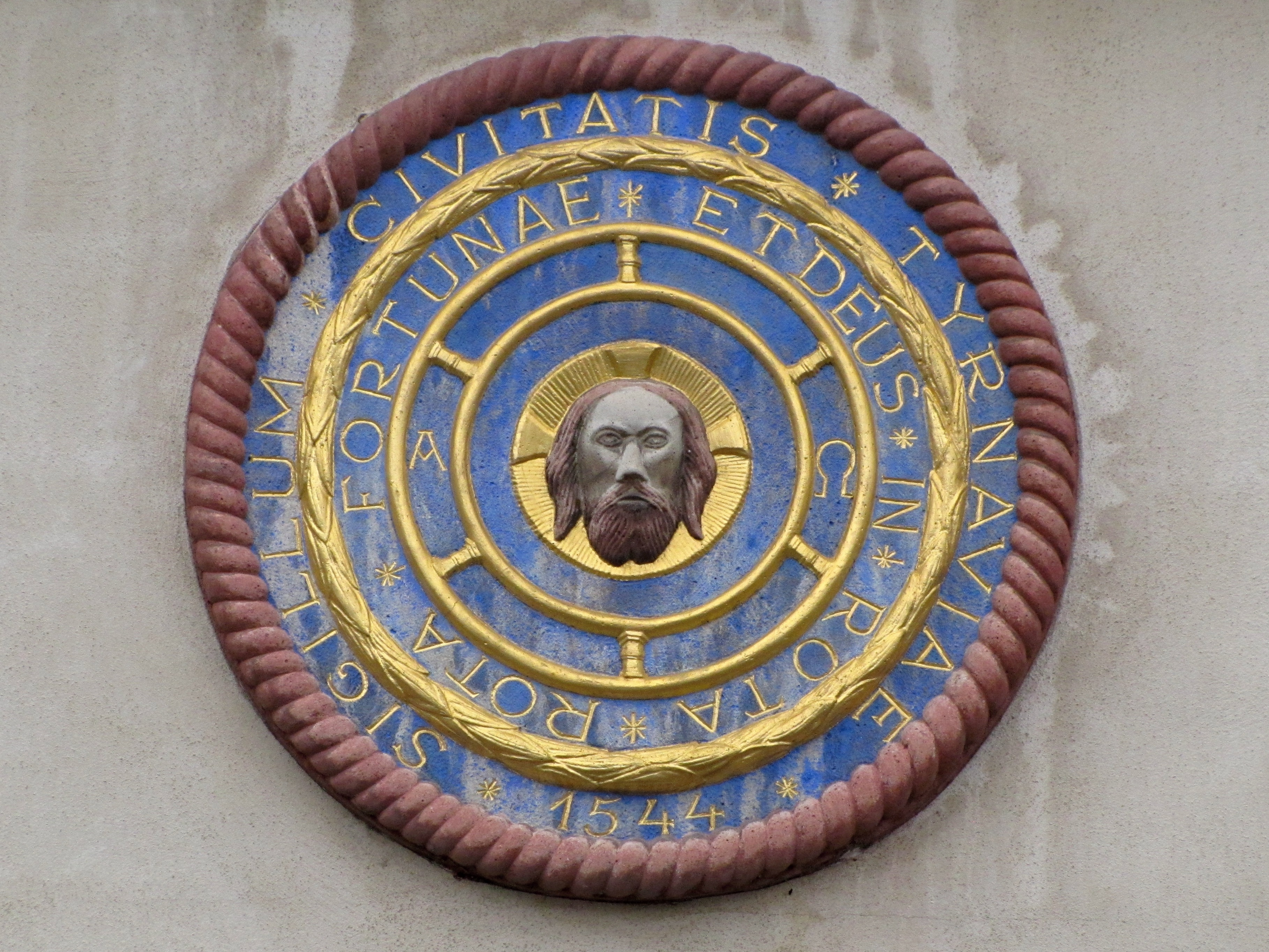
Znak města nad vstupem do věže

Ke stavbě věže se před trnavským rychtářem Jurajem Schleglem a městskou radou zavázal 28. července 1574 místní měšťan a zednický mistr Jakub. Práce mu trvala asi 10 let. V letech 1666 a 1683 při velkých požárech zůstala věž bez střechy, avšak zdivo se zachovalo. Na vrcholu věže byl původně instalován měsíc s hvězdou. Tento symbol posléze vystřídala socha Immaculaty někdy mezi lety 1739–1742, tu však strhla vichřice a na její místo se 8. září 1791 dostala nová pozlacená měděná socha v životní velikosti.
V roce 1729 byl umístěn do pátého poschodí hodinový stroj z dílny Franze Langera odbíjející i čtvrthodiny. Tři stokilogramová závaží visí na 30 metrů dlouhém laně a spouštějí se v prostoru zaskleného hranolu, který sahá až do třetího poschodí.
V roce 1818 byl vytvořen nový vchod do věže, nad kterým bylo zhotoveno sgrafito Krista s nápisem Nisi dominus custodierit civitatem, frustra vigilat, gui custodit eam (Jestliže pán nebude ochraňovat město, nadarmo bude bdít ten, kdo jej ochraňuje). V letech 1938–1941 věž rekonstruovala firma Pittel a Brausvetter, při níž byla sgrafita překryta omítkou a socha byla znovu pozlacena v dílně Petra Michaletza. Poslední rekonstrukce proběhla v letech 1997–1998. Nachází se zde informační středisko a v útrobách věže je umístěna expozice přibližující historii města. V roce 2018 činilo vstupné na věž 3 eura.

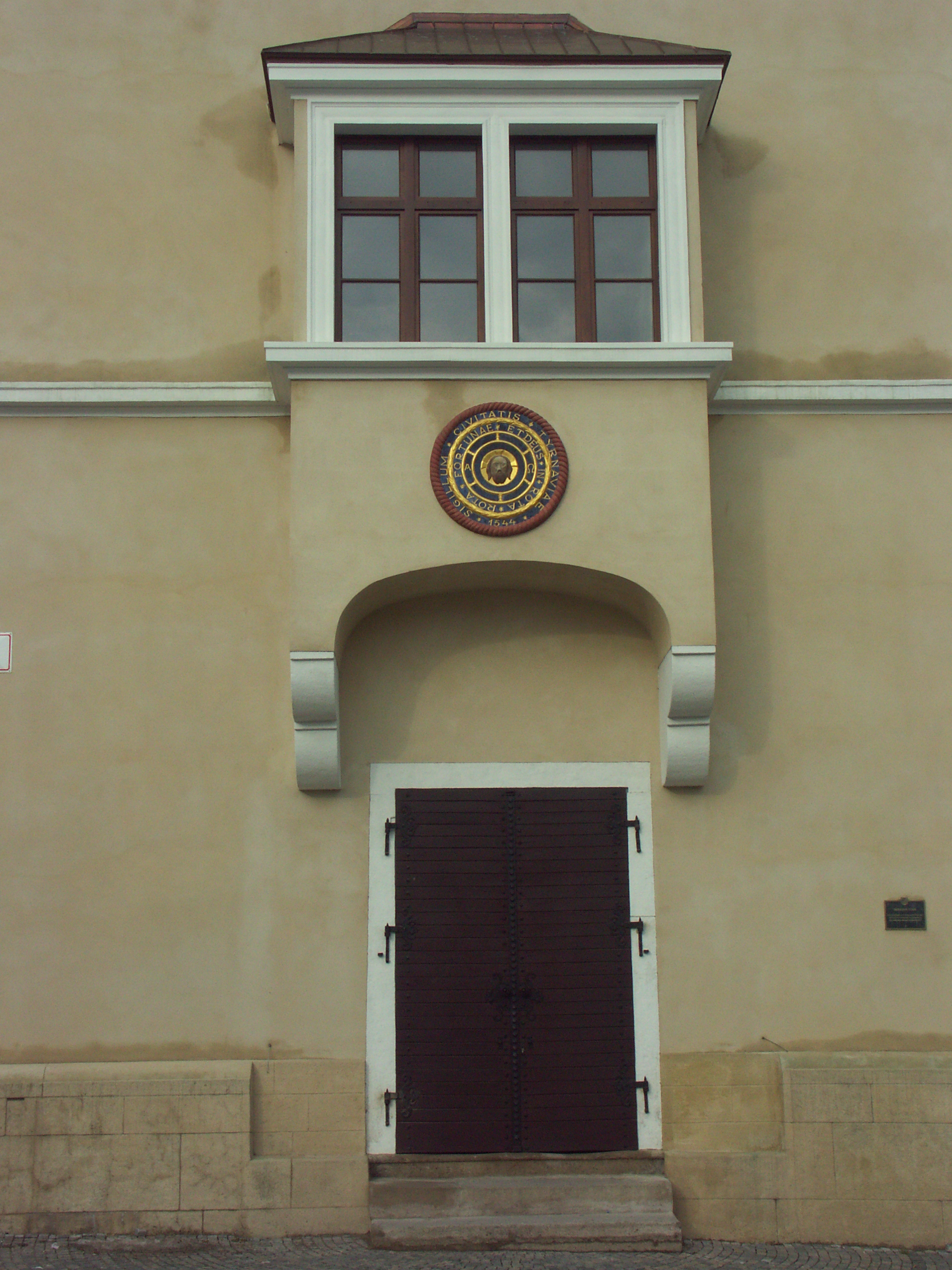
Vstup do turistického informačního centra v městské věži v Trnavě
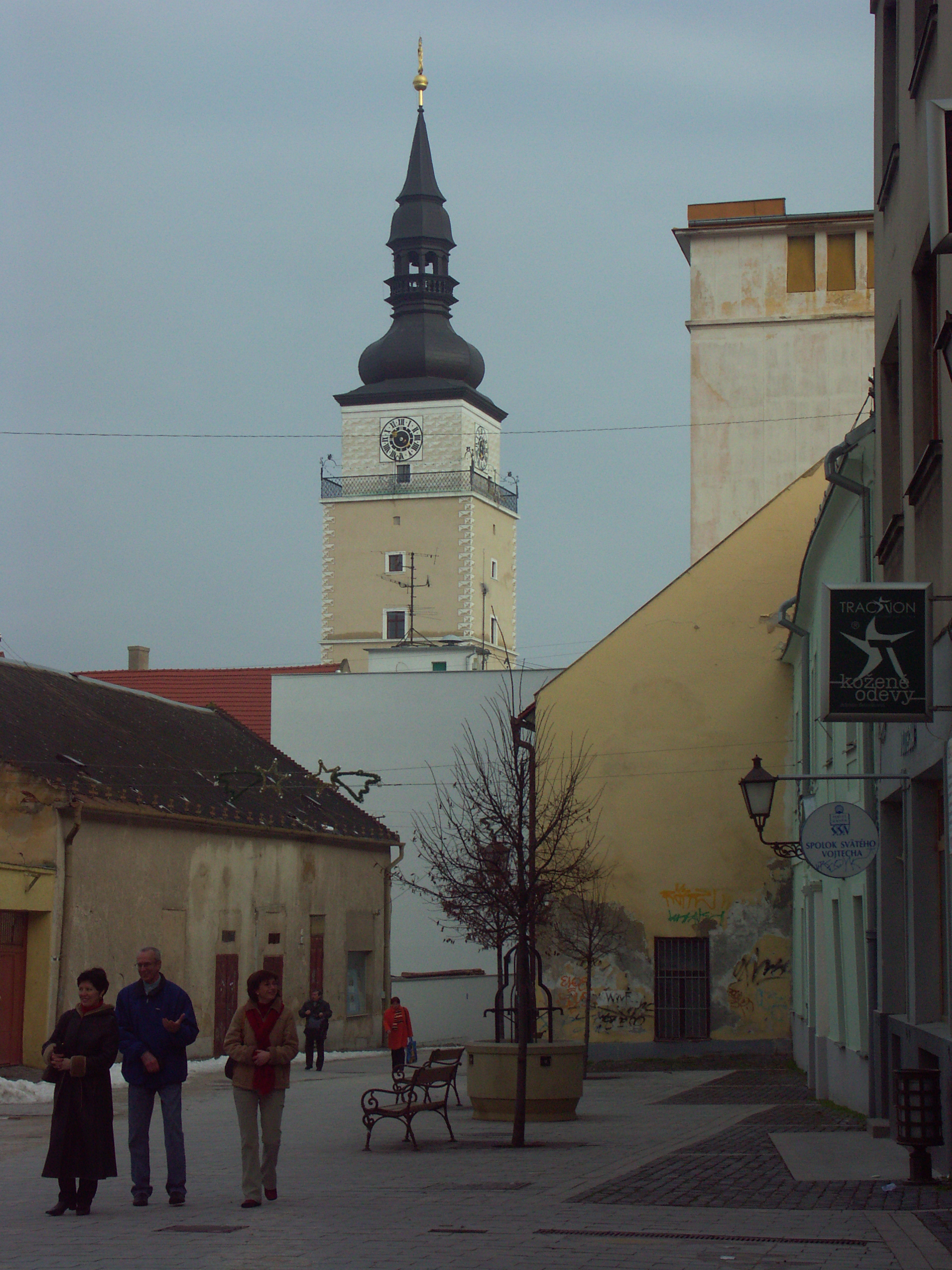
Městská věž z Divadelní uličky, vpravo budovy Spolku svatého Vojtěcha